# アーランガー (ケンタッキー州)
アーランガー（英: Erlanger）は、アメリカ合衆国ケンタッキー州北中部ケントン郡にある第3等級都市である。2010年国勢調査での人口は18,368 人であり、州内第21位である。市名はパリ出身の銀行家一族で、市の初期発展に資金面の貢献をしたエミール・デルランジェから名付けられた。ただし、現在の市名の読み方はフランス語やドイツ語の要素が無くなっている。オハイオ州シンシナティ市の郊外にあり、シンシナティ・北ケンタッキー大都市圏に属している。
近くにあるエルスミア市は当初「サウス・アーランガー」と呼ばれていた。

## 地理
アーランガー市は北緯39度0分49秒 西経84度35分39秒 / 北緯39.01361度 西経84.59417度 (39.013511, -84.594042)に位置している。
アメリカ合衆国国勢調査局に拠れば、市域全面積は8.4平方マイル (22 km2)であり、このうち陸地8.3平方マイル (21 km2)、水域は0.1平方マイル (0.26 km2)で水域率は1.19%である
市内には「チェリーヒル」と呼ばれる住宅地があり、ほとんどが一戸建て家屋である。ケントン郡とブーン郡の境界線がこの住宅地を通っている。この地区にはチェリーヒル水泳クラブがある。この地区のおよそ半分はブーン郡の未編入領域にあり、グレーター・シンシナティ国際空港に隣接している。

## 経済
日本の自動車部品製造業のトヨタ紡織アメリカと、ヨーロッパ系菓子製造業のペルフェティ・ファン・メレ USA が市内にある。
トランプのメーカーであるU.Sプレイング・カード社が、アーランガーに本社を置いている。

## 人口動態
以下は2000年国勢調査による人口統計データである。
| 基礎データ - 人口: 16,676 人 - 世帯数: 6,597 世帯 - 家族数: 4,406 家族 - 人口密度: 772.9人/km2（2,002.4 人/mi2） - 住居数: 6,865 軒 - 住居密度: 318.2軒/km2（824.3 軒/mi2） 人種別人口構成 - 白人: 96.08% - アフリカン・アメリカン: 1.81% - ネイティブ・アメリカン: 0.08% - アジア人: 0.71% - 太平洋諸島系: 0.02% - その他の人種: 0.42% - 混血: 0.87% - ヒスパニック・ラテン系: 1.52% 年齢別人口構成 - 18歳未満: 26.4% - 18-24歳: 8.7% - 25-44歳: 33.0% - 45-64歳: 20.2% - 65歳以上: 11.7% - 年齢の中央値: 34歳 - 性比（女性100人あたり男性の人口） - 総人口: 92.8 - 18歳以上: 87.8 | 世帯と家族（対世帯数） - 18歳未満の子供がいる: 34.3% - 結婚・同居している夫婦: 51.8% - 未婚・離婚・死別女性が世帯主: 11.1% - 非家族世帯: 33.2% - 単身世帯: 28.0% - 65歳以上の老人1人暮らし: 9.3% - 平均構成人数 - 世帯: 2.50人 - 家族: 3.09人 収入と家計 - 収入の中央値 - 世帯: 42,835米ドル - 家族: 51,442米ドル - 性別 - 男性: 36,585米ドル - 女性: 27,296米ドル - 人口1人あたり収入: 20,834米ドル - 貧困線以下 - 対人口: 5.6% - 対家族数: 4.0% - 18歳未満: 7.9% - 65歳以上: 4.6% |